# Retrat de Thomas More
El Retrat de Thomas More és un retrat del teòleg, polític, humanista i escriptor anglès, Thomas More, realitzat pel pintor alemany Hans Holbein el Jove en 1527. Les dimensions de l'oli sobre taula són de 74,9 cm d'alçada per 60,3 cm d'amplada. S'exposa en la Col·lecció Frick de Nova York.
Després que en 1523 Holbein pintés el primer dels seus retrats d'Erasme de Rotterdam, la fama del pintor li va portar primer a França i després a Anglaterra en 1526, amb una carta de presentació d'Erasme a Thomas More. L'estadista anglès va trobar diversos clients per Holbein, en aquesta, la seva primera estada, incloent a William Warham, arquebisbe de Canterbury, qui ja posseïa un retrat d'Erasme pintat per l'alemany. Durant la seva segona estada, de 1532 a 1540, pintaria un dels seus quadres més coneguts, Els ambaixadors, entre d'altres.)

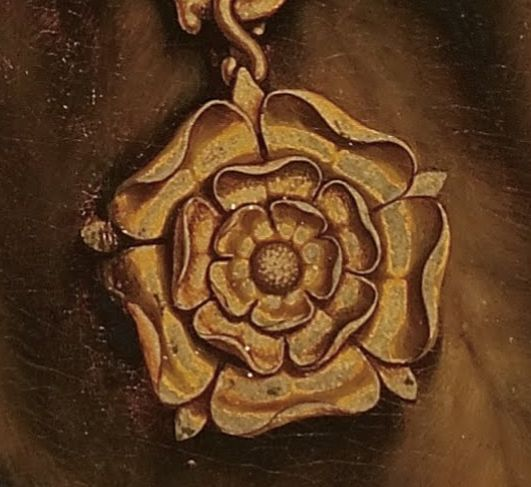
Detall de la Rosa Tudor

Al desembre de 1526 More va escriure a Erasme afirmant que
| « | El teu pintor, el meu benvolgudíssim Erasme, és un artista meravellós... | » |

A més d'aquest retrat, Holbein va pintar un altre quadre de Moro amb la seva família, el qual es troba actualment desaparegut, encara que sí que existeix un esbós preliminar i set esbossos dels membres de la seva família, com l'Estudi d'un retrat de John More i l'Estudi d'un retrat d'Elizabeth Dauncey.

## Versions
Una pintura molt semblant, encara que probablement no directament preparatòria, dibuixada amb guaix és a la Royal Collection del Regne Unit La National Portrait Gallery de Londres té una còpia del quadre, possiblement realitzat a Itàlia o a Àustria a principis del segle xvii.